# Seshāchalam Hills
Seshāchalam Hills är kullar i Indien.   De ligger i delstaten Andhra Pradesh, i den södra delen av landet, 1 600 km söder om huvudstaden New Delhi.

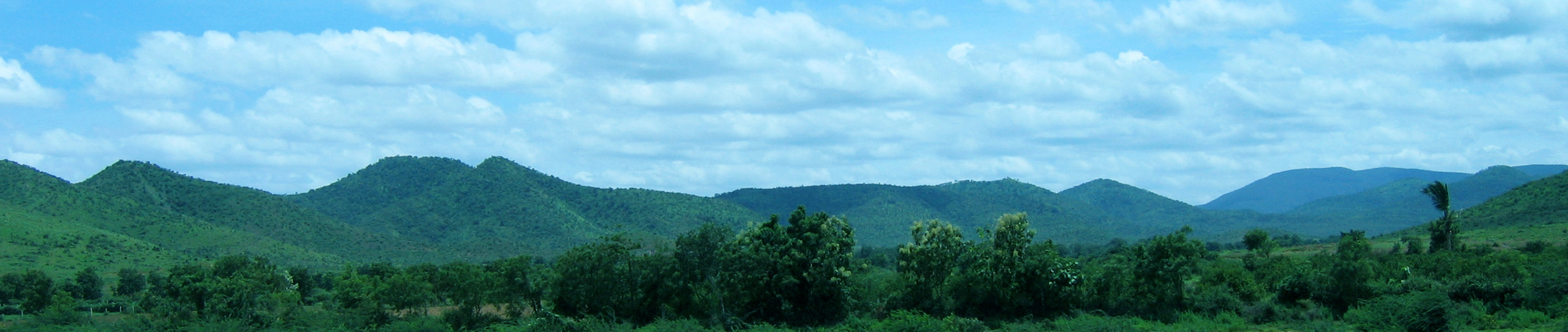
Seshachalam Hill Range Panoramautsikt, Talakona